# Székely Zója
Székely Zója (Budapest, 2003. május 5. –) Európa-bajnoki ezüstérmes  magyar tornásznő.

## Sportpályafutása
Nyolcéves korában kezdett tornázni, előtte versenyszerűen táncolt. A 2017-es Olimpiai Reménységek Versenyén felemás korláton első, csapatban második egyéni összetettben harmadik volt.
A 2018-as junior Európa-bajnokságon csapatban (Schermann Bianka, Bácskay Csenge, Szujó Hanna, Medved Regina) 9., egyéni összetettben pedig 49,999 ponttal 18., felemás korláton hatodik helyezést ért el.
2019-ben, a Minszkben rendezett Európa-játékokon egyéni összetettben a 17. helyen végzett.
A 2020-as mersini Európa-bajnokságon csapatban (Bácskay Csenge, Böczögő Dorina, Kovács Zsófia, Makovits Mirtill) bronzérmet szerzett. Felemáskorláton Kovács Zsófia mögött ezüstérmet szerzett. Az egy évvel későbbi kontinenstornán egyéni összetettben 16. helyen végzett, júniusban pedig talajon aranyérmet szerzett a kairói Világkupán. A 2022-es szombathelyi Világkupa-fordulóban felemáskorláton szerzett aranyérmet.
A 2023-as antalyai Európa-bajnokságon hatodik lett felemáskorláton.
A 2024-es párizsi olimpiára nem szerzett kvótát, azonban Kovács Zsófia sérülését követően ő léphetett pódiumra az ötkarikás játékokon, ahol felemáskorláton a 34. helyen zárt.
A 2025-ös németországi Universiade-n felemáskorláton ezüstérmet szerzett.